# سولو كولكا
سولو كولكا (بالفنلندية:Sulo Kolkka) كان قناص فنلندي اقتنص حوالي 400 جندي وضابط من الجيش الاحمر خلال حرب الشتاء وبذلك يعد من أكثر القناصين دموية في الحرب العالمية الثانية، يُعتقد ان شخصية كولكا هي شخصية افتراضية غير موجودة على ارض الواقع مثل شخصية القناص الالماني إرفين كونيج حيث لم يرد اسمة في سجلات وزارة الدفاع الفنلندية أو في الصحف والمجلات في تلك الحقبة، إضافة إلى عدم وجود صورة فوتوغرافية لة، يعتقد البعض ان شخصية كولكا اختلقها الفنلنديين من اجل احباط معنويات السوفييت خلال حرب الشتاء خصوصاً ان الإعالة وتكتيكاتة تشبة إلى حد كبير تكتيكات سيمو هاوها، بينما يقول آخرون ان الصحف الغربية ربما أخطأت وخلطت بين اسامي القناصة في حرب الشتاء مما ادى إلى ظهور شخصية سولو كولكا الغير موجودة على أرض الواقع.